# ماريا (اسم)
ماريا (بالإنجليزية: Maria)‏ هو اسم علم مؤنث، شائع في الغرب خصوصاً في دول أمريكا اللاتينية ودول شرق أوروبا، يشير هذا الاسم إلى القديسة مريم العذراء والدة النبي عيسى ابن مريم أو يسوع الناصري ، وفي نفس الوقت يعود لمارس الإله الروماني ولهذا الاسم أشكال أخرى مثل ماري وميريام.

## الشخصيات
- مارية القبطية إحدى زوجات رسول الإسلام محمد (صلى الله عليه وسلم).
- ماريا المصرية قديسة مصرية.
- ماريا شارابوفا لاعبة كرة مضرب روسية.
- ماريا غايتانا أنيزي رياضياتية وفيلسوفة إيطالية.
- ماريا كونشيتا ألونسو ممثلة ومغنية فنزويلية كوبية.
- ماريا كيريلينكو لاعبة كرة مضرب روسية.
- ماريا الأولى ملكة البرتغال من 1777-1816.
- ماريا مونتيسوري فيزيائية إيطالية.
- ماريا كاري مغنية أمريكية.
- ماريا مغنية لبنانية.
- ماريا الثانية ملكة البرتغال من 1826-1828.
- ماريا مينونوس ممثلة وعارضة أزياء أمريكية يونانية.
- ماريا كوري فيزيائية بولندية فرنسية.
- ماريا باغراتيوني إمبراطورة بيزنطية وأميرة جورجية.
- ماريا كاوامورا مؤدية صوت يابانية.
- ماريا كالاس مغنية يونانية.
- ماريا إلينا كاميرين لاعبة كرة مضرب إيطالية.
- ماريا أوزاوا ممثلة يابانية.
- ماريا شريفير صحفية أمريكية.
- ماريا فيودوروفنا ملكة روسية وأميرة دنماركية.
- ماريا ياماموتو مؤدية صوت ومغنية يابانية.
- ماريا ملكة رومانيا.
- ماريا موتولا عدائة زيمبابوية.
- ماريا تيريزا إمبراطورة رومانية مقدسة.
- ماريا كارولينا قرينة ملك نابولي.
- ماريا كانليس مصارعة محترفة أمريكية.
- ماريا غوبرت-ماير فيزيائية ألمانية أمريكية.
- ماريا غروموفا سباحة روسية.
- ماريا أنطونيا إجليسياس صحفية إسبانية.
- ماريا بشير محامية أفغانستانية.
- ماريا بيلو ممثلة وكاتبة أمريكية.
- ماريا بوينو لاعبة كرة مضرب برازيلية.
- ماريا بياتريث (دوقة إستي).
- ماريا تيريزا أسمر كاتبة كلدانية.
- ماريا تيريسا مارتينث عدائة إسبانية.
- ماريا تاناسي مغنية رومانية.
- ماريا تودوروفا مؤرخو وفيلسوفة بلغارية.
- ماريا تولتشيف راقصة باليه أمريكية.
- ماريا ثامبرانو فيلسوفة إسبانية.
- ماريا خوليا مانتيلا ملكة جمال بيروفية.
- ماريا دي ليون قديسة إسبانية.
- ماريا دي ميديشي قرينة ملك فرنسا.
- ماريا دي فيوتا سائقة فورمولا ون إسبانية.
- ماريا دي ثاياس كاتبة إسبانية.
- ماريا رايشه عالمة آثار ورياضياتية ومترجمة ألمانية.
- ماريا روسا دي ليدا مالكيل لغوية أرجنتينية.
- ماريا سيبيلا ماريان عالمة طبيعة ورسامة ألمانية.
- ماريا سافينوفا عدائة روسية.
- ماريا غراتسيا كوسينوتا ممثلة إيطالية.
- ماريا فاسكو عدائة إسبانية.
- ماريا كيسيلوفا سباحة روسية.
- ماريا كريستينا دي بوربون قرينة ملك إسبانيا وأميرة صقلية.
- ماريا ليزا كيرفسنييمي متزلجة فنلندية.
- ماريا لويسا دي بارما قرينة ملك إسبانية وأميرة نمساوية.
- ماريا لويزا من سافويا قرينة ملك إسبانيا.
- ماريا آنا من نويبورغ قرينة ملك إسبانيا.
- ماريا آنا من النمسا قرينة ملك البرتغال وأميرة نمساوية.
- ماريا ليزينسكا قرينة ملك فرنسا وأميرة بولندية.
- ماريا لويزا غونزاغا قرينة ملك بولندا وأميرة بروسية.
- ماريا لويس ألبوكيركيه سياسية إسبانية برتغالية.
- ماريا من أراغون قرينة ملك البرتغال وأميرة إسبانية.
- ماريا موراني سياسية كندية من أصل لبناني.
- ماريا معلوف صحفية لبنانية.
- ماريا ماندل سياسية نازية ألمانية.